# Communauté de l'Alberta

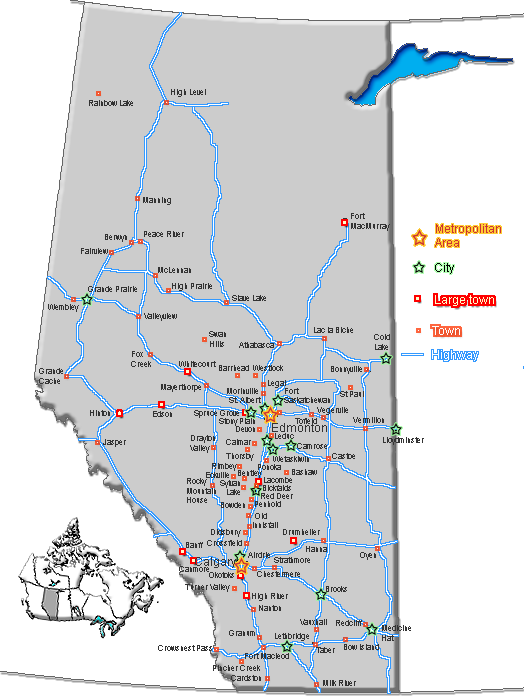
Distribution des cités et des villes de l'Alberta

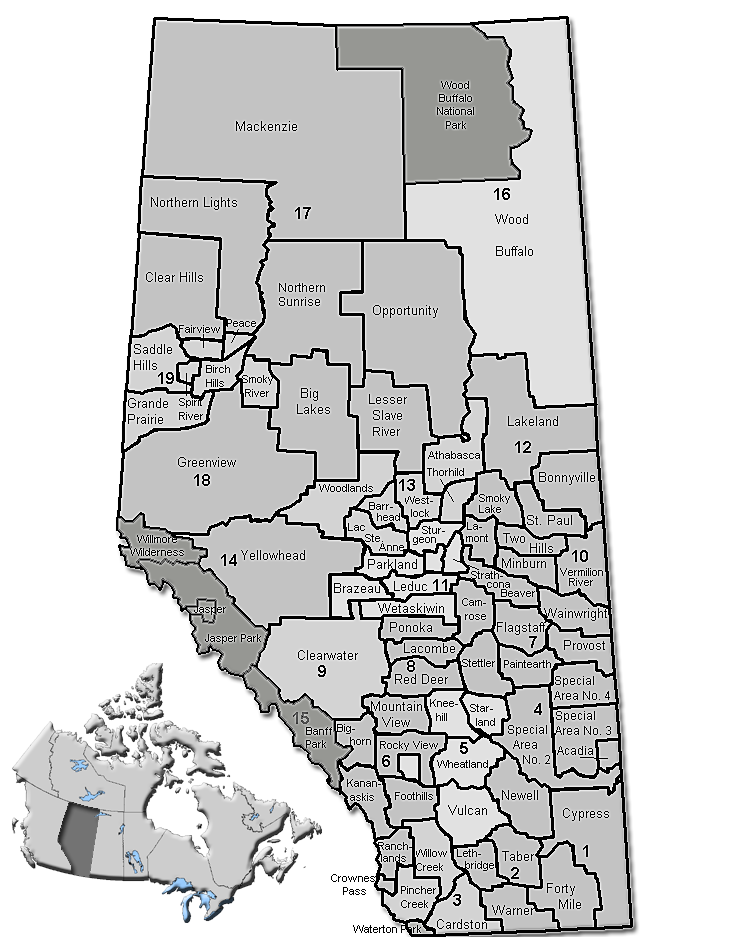
Carte des municipalités rurales et spécialisées de l'Alberta

Les communautés sont des entités administratives assurant la gestion territoriale qui sont établies sous dix différents types de corporations municipales dans la province canadienne de l'Alberta. Elles incluent les municipalités urbaines, les municipalités spécialisées, les municipalités rurales, les établissements métis (en) et les réserves indiennes. Les municipalités urbaines incluent elles-mêmes les cités, les villes, les villages et les villages d'été. De leurs côtés, les municipalités rurales incluent les districts municipaux, les districts d'amélioration et les aires spéciales. Tous les types de municipalité sont gouvernés par les résidents et ont été incorporés sous des lois provinciales diverses, à l'exception des districts d'amélioration qui sont gouvernés par le gouvernement provincial ou fédéral ainsi que les réserves indiennes qui sont gouvernées par les Premières Nations locales sous juridiction fédérale.
L'Alberta comporte aussi de nombreuses communautés non incorporées incluant des secteurs de services urbains, des hameaux et un lotissement urbain qui ne sont pas des municipalités indépendantes à part entière. Elles sont cependant reconnues par Affaires municipales Alberta en tant que sous-entités municipales sous la juridiction d'une municipalité spécialisée ou rurale, à l'exception du lotissement urbain dont la juridiction est partagée avec celle de la réserve indienne qui l'entoure.
À l’exception des établissements métis, toutes les municipalités albertaines sont également des localités désignées identifiées par Statistiques Canada à des fins statistiques. Celles-ci sont regroupées en 19 divisions de recensement basée sur la géographie de la province.

## Cadre juridique
À l'exception des réserves indiennes, l'administration des municipalités albertaines est régulée par la Municipal Government Act (la « Loi sur le gouvernement municipal »), le Special Areas Act (la « Loi sur les aires spéciales ») et la Metis Settlements Act (la « Loi sur les établissements métis »).

## Types de communauté constituée

### Municipalités urbaines

#### Cité

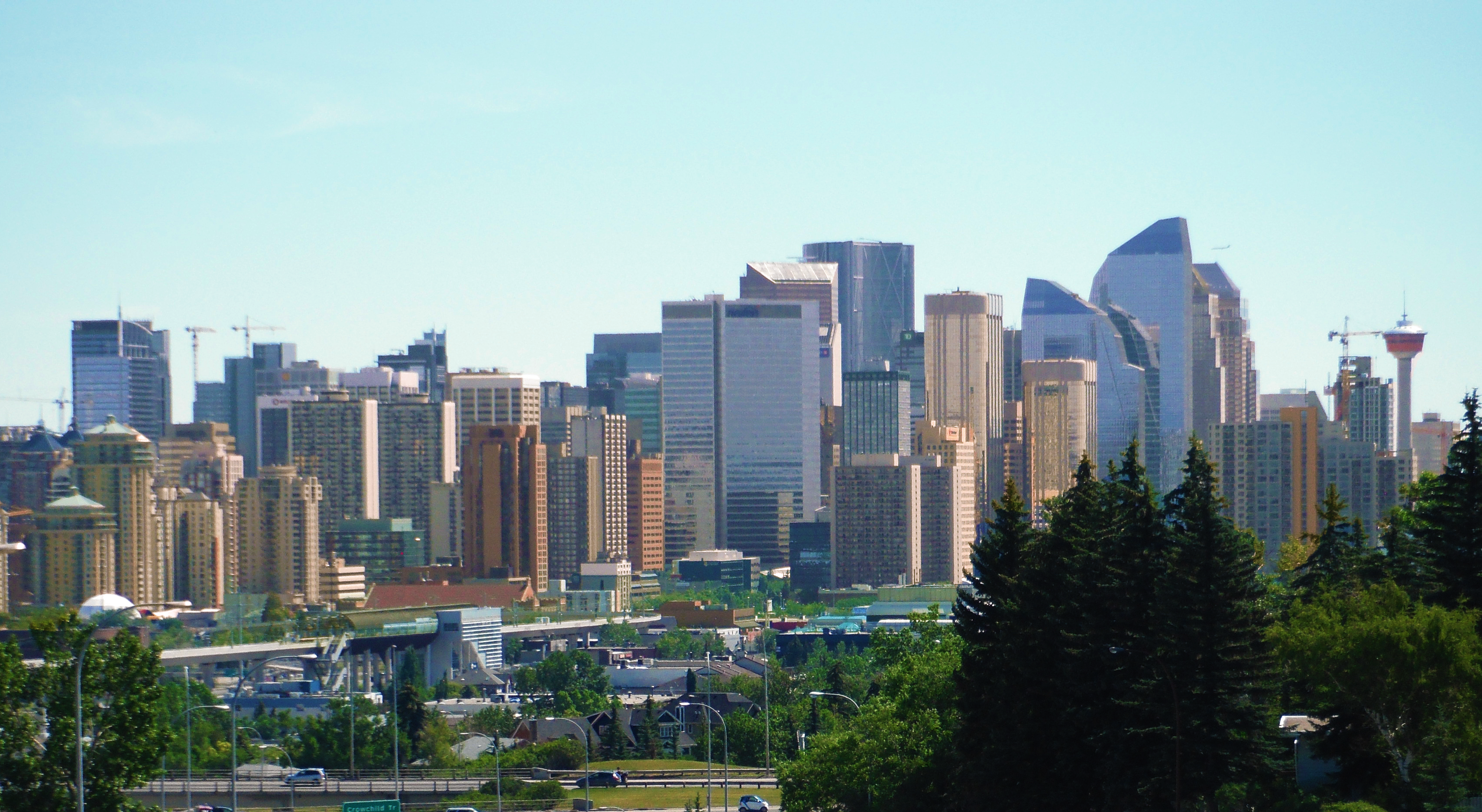
Calgary, la plus grande cité de l'Alberta

Une cité (city en anglais) en Alberta est établie selon la section 82 du Municipal Government Act (la « Loi sur le gouvernement municipal ») qui dispose qu'une zone peut se constituer en cité si elle possède une population d'au moins 10 000 habitants et que la majorité de ses constructions se trouve sur des parcelles de terrain d'une superficie inférieure à 1 850 m2,. En juillet 2016, l'Alberta compte 18 cités.

#### Ville

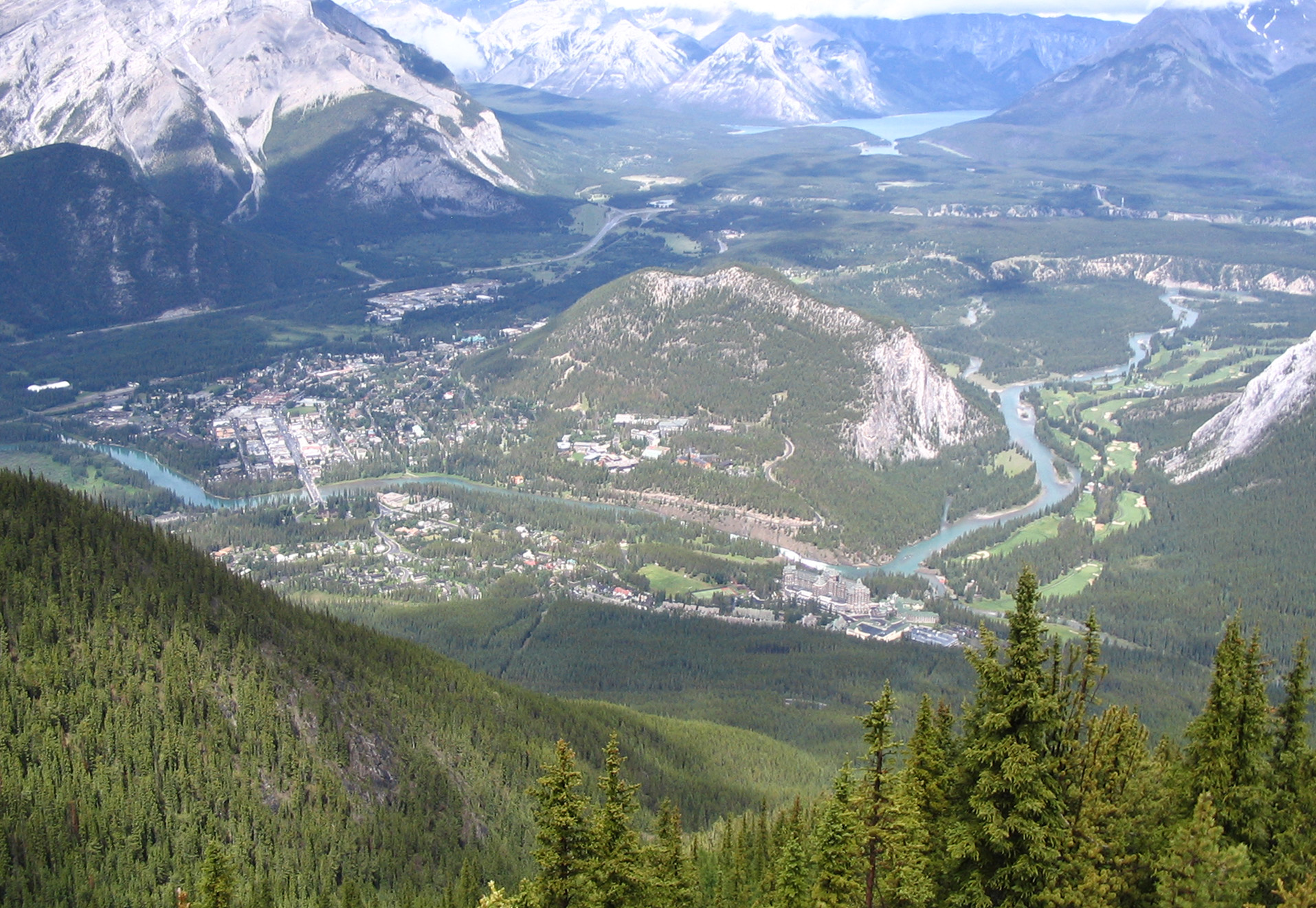
Vue de la ville de Banff

Une ville (town en anglais) en Alberta est établie selon la section 81 du Municipal Government Act (la « Loi sur le gouvernement municipal ») qui dispose qu'une zone peut se constituer en ville si elle possède une population d'au moins 1 000 habitants et que la majorité de ses constructions se trouve sur des parcelles de terrain d'une superficie inférieure à 1 850 m2,. Lorsque la population d'une ville excède 10 000 habitants, son conseil municipal peut postuler pour changer son statut en cité (city), mais ce changement de statut constitué n'est pas obligatoire. De plus, les communautés qui sont déjà constituées en tant que ville dont la population diminue sous le seuil des 1 000 habitants sont autorisées à garder leur statut de ville. Certaines villes albertaines n'ont jamais atteint une population de 1 000 habitants puisqu'elles ont été constituées avant l'établissement de ce seuil de population. En juillet 2016, l'Alberta compte un total de 107 villes.

#### Village

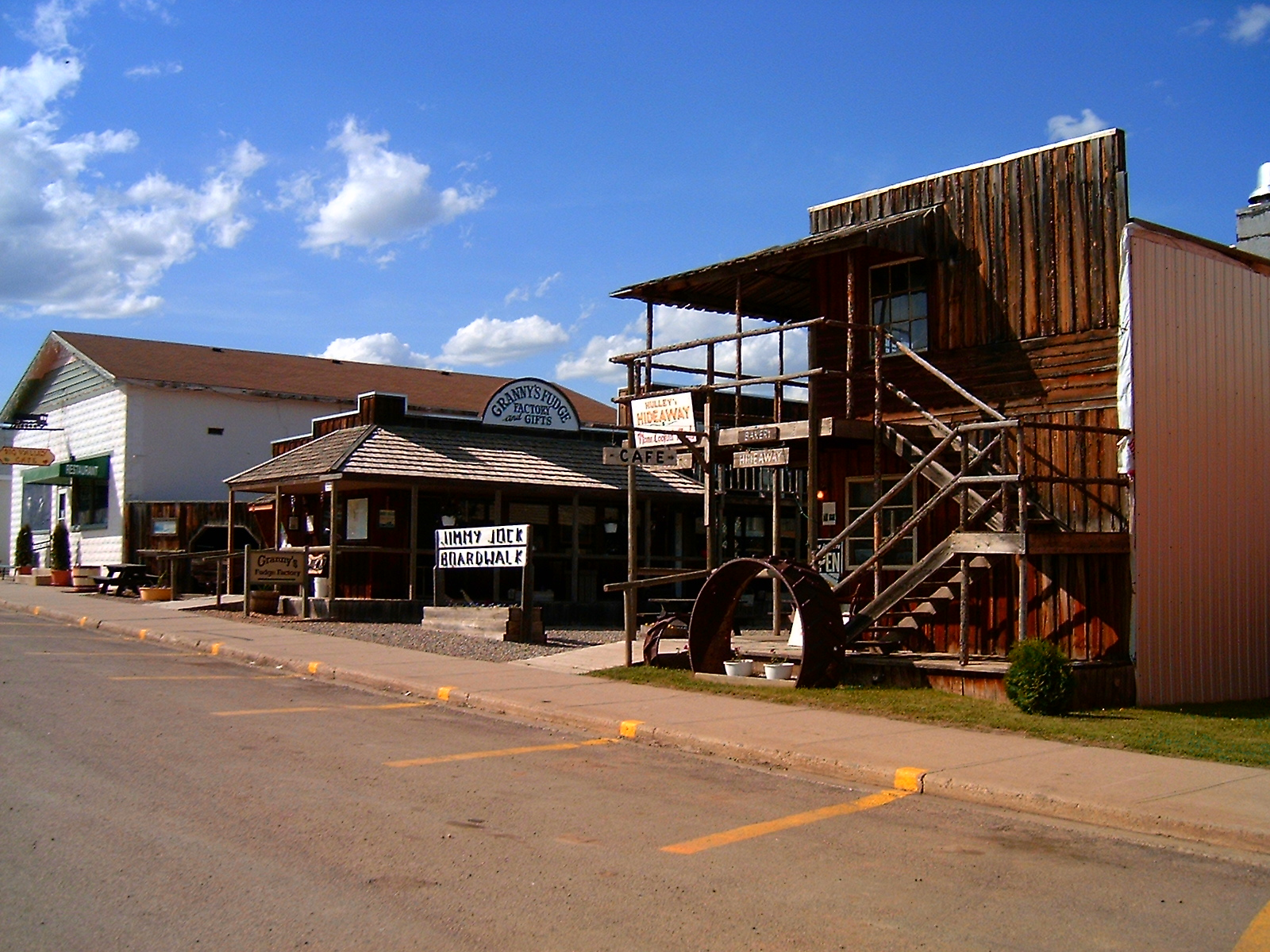
Village de Big Valley

Un village (village en anglais) en Alberta est constitué selon la section 80 du Municipal Government Act (la « Loi sur le gouvernement municipal ») qui dispose qu'une zone peut se constituer en village si elle possède une population d'au moins 300 habitants et que la majorité de ses constructions se trouve sur des parcelles de terrain d'une superficie inférieure à 1 850 m2,. Lorsque la population d'un village dépasse 1 000 habitants, son conseil municipal peut postuler pour changer son statut en celui de ville (town), mais ce changement de statut constitué n'est pas obligatoire.  De plus, les communautés qui sont déjà constituées en tant que village dont la population diminue sous le seuil des 300 habitants sont autorisées à garder leur statut de village. Certains villages albertains n'ont jamais atteint une population de 300 habitants puisqu'ils ont été constitués en villages avant l'établissement de cette exigence. En 2012, l'Alberta compte un total de 95 villages.

#### Village d'été
La loi provinciale a été modifiée en 1995 pour empêcher la création de nouveaux villages d'été. Cependant, les communautés qui étaient déjà constituées en tant que villages d'été à ce moment ont été autorisées à conserver ce statut. Celles-ci ont été créées selon l'ancienne section 79 du Municipal Government Act (la « Loi sur le gouvernement municipal ») qui disposait qu'une localité peut se constituer en village d'été si elle comprend au moins 60 parcelles de terrain où se trouvent des bâtiments d'habitation et qu'elle possède une population d'au moins de 300 habitants avec une population non permanente significative,. En 2012, l'Alberta comprend un total de 51 villages d'été.

### Municipalités spécialisées
Les municipalités spécialisées sont incorporées selon la section 82 du Municipal Government Act (la « Loi sur le gouvernement municipal ») qui dispose qu'une municipalité peut s'incorporer en tant que municipalité spécialisée dans les trois cas suivants : si le ministre des Affaires municipales de l'Alberta est convaincu que les autres types de statut municipal ne répondent pas aux besoins des résidents de la municipalité, pour former un gouvernement local qui, de l'avis du ministre des Affaires municipales, agira pour le développement de la municipalité d'une manière similaire aux autres types de statut et pour toutes les autres circonstances jugées appropriées par le ministre des Affaires municipales. De manière générale, les municipalités spécialisées sont des municipalités qui sont de nature non conventionnelle par rapport aux autres municipalités de la province. Elles sont incorporées sans avoir recours à des lois spéciales de l'Assemblée législative de l'Alberta tel que c'est le cas pour les autres types de statut. En 2012, l'Alberta comprend cinq municipalités spécialisées.

### Municipalités rurales

#### District municipal

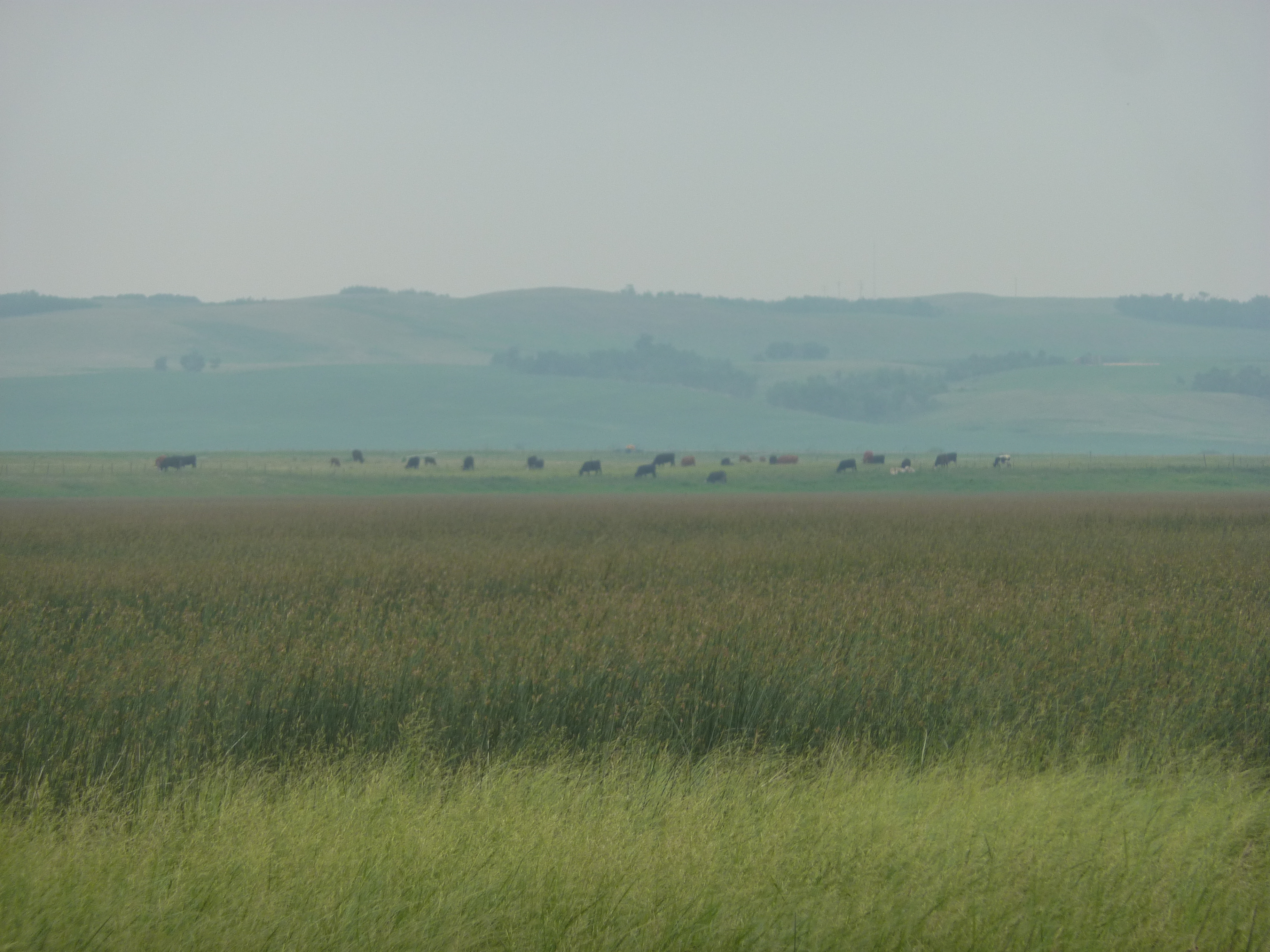
District municipal de Provost No 52

Un district municipal (municipal district, abrégé en M.D., en anglais) en Alberta est établi selon la section 78 de la Municipal Government Act (la « Loi sur le gouvernement municipal ») qui dispose qu'une zone à prédominance rurale atteint une population d'au moins 1 000 habitants et que la majorité de ses bâtiments résidentiels se trouve sur des parcelles de terrain d'une superficie d'au moins 1 850 m2. La plupart des districts municipaux de la province se qualifient de « comté », mais ce qualificatif est équivalent à celui de district municipal. Ils sont principalement de vastes zones rurales dans lesquelles les citoyens résident dans des fermes, des lotissements résidentiels ou au sein de communautés non constituées tels que des hameaux, des localités et d'autres établissements. En 2012, l'Aberta comprend 64 districts municipaux.

#### District d'amélioration
Un district d'amélioration est un territoire local administré par le gouvernement provincial lorsque la densité de population ne permet pas de suffire à une administration locale. Un tel district est établi selon l'article 581 de la Municipal Government Act (la « Loi sur le gouvernement municipal ») qui dispose que le lieutenant-gouverneur peut, sur la recommandation du ministre des Affaires municipales, former un district d'amélioration. L'article 582 de la loi exige que l'ordre pour former un district d'amélioration doit décrire ses limites et lui donner un nom officiel. En 2011, l'Alberta comprend huit districts d'amélioration. Cinq d'entre eux sont situés dans des parcs nationaux et deux dans des parcs provinciaux.
| Nom                       | Division de recensement No | Date d'incorporation | Population selon le recensement du Canada de 2011 | Population selon le recensement du Canada de 2006 | Changement de population entre 2006 et 2011 (%) | Superficie (km2) | Densité de la population (habitant par km2) | Remarques                                                                                              |
| ------------------------- | -------------------------- | -------------------- | ------------------------------------------------- | ------------------------------------------------- | ----------------------------------------------- | ---------------- | ------------------------------------------- | --- |
| No 4 Waterton             | 3                          | 1er janvier 1944     | 88                                                | 160                                               | −45,0                                           | 480,58           | 0,18                                        | Correspond au parc national des Lacs-Waterton.                                                         |
| No 9 Banff                | 15                         | 1er avril 1945       | 1 175                                             | 938                                               | 25,3                                            | 6 782,23         | 0,17                                        | Correspond au parc national de Banff, en excluant la ville de Banff.                                   |
| No 12 Jasper Park         | 15                         | 1er avril 1945       | 34                                                | 24                                                | 41,7                                            | 10 181,58        | 0,003                                       | Correspond au parc national de Jasper, en excluant la municipalité de Jasper.                          |
| No 13 Elk Island          | 10                         | 1er avril 1958       | 10                                                | 21                                                | −52,4                                           | 165,28           | 0,06                                        | Correspond au parc national Elk Island.                                                                |
| No 24 Wood Buffalo        | 16                         | 1er janvier 1967     | 590                                               | 422                                               | 39,8                                            | 33 412,25        | 0,02                                        | Correspond à la portion du parc national Wood Buffalo sur le territoire de l'Alberta.                  |
| No 25 Willmore Wilderness | 15                         | 2 janvier 1994       | 0                                                 | 0                                                 |                                                 | 4 604,97         | 0,0                                         | Correspond au parc sauvage Willmore.                                                                   |
| No 349 Cold Lake          | 12                         | 1er janvier 2012     | 0                                                 |                                                   |                                                 | 5 804,56         | 0,0                                         | Se compose essentiellement de la base des Forces canadiennes Cold Lake sur le territoire de l'Alberta. |
| Kananaskis                | 15                         | 1er janvier 1983     | 249                                               | 429                                               | −42,0                                           | 4 210,72         | 0,06                                        | Se compose essentiellement du pays de Kananaskis.                                                      |
| Total                     |                            |                      | 2 146                                             | 1 994                                             | 7,6                                             | 65 642,17        | 0,03                                        | |

#### Aire spéciale
Une aire spéciale (special area en anglais) est un type de municipalité créé en 1938 sous l'autorité de la Special Areas Act (la « Loi sur les aires spéciales »),. Elles sont gouvernées par le Conseil des aires spéciales (en). En 2012, l'Alberta compte un total de trois aires spéciales.
| Nom                | Date d'incorporation | Population selon le recensement du Canada de 2011 | Population selon le recensement du Canada de 2006 | Changement de population entre 2006 et 2011 (%) | Superficie (km2) | Densité de population (km2) |
| ------------------ | -------------------- | ------------------------------------------------- | ------------------------------------------------- | ----------------------------------------------- | ---------------- | --------------------------- |
| Aire spéciale No 2 | 7 avril 1959         | 2 025                                             | 2 074                                             | 2,4                                             | 9 342,42         | 0,22                        |
| Aire spéciale No 3 | 7 avril 1959         | 1 122                                             | 1 266                                             | 11,4                                            | 6 623,96         | 0,17                        |
| Aire spéciale No 4 | 1er janvier 1969     | 1 352                                             | 1 389                                             | 2,7                                             | 4 403,03         | 0,31                        |
| Total              |                      | 4 499                                             | 4 729                                             | 4,9                                             | 20 369,41        | 0,22                        |

## Types de communauté non constituée

### Secteur de services urbains

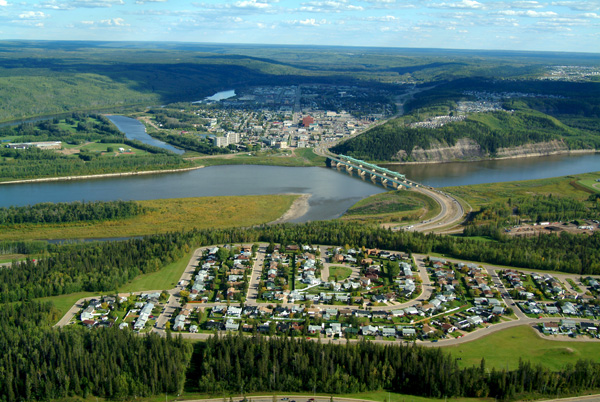
Fort McMurray

Un secteur de services urbains est un type de hameau qui n'est pas officiellement définie par la « Municipal Government Act » (MGA). Toutefois, la province de l'Alberta le reconnaît comme équivalent à une cité pour l'exécution de son programme depuis les décrets qui ont donné à la municipalité régionale (MR) de Wood Buffalo et le comté de Strathcona le statut de municipalités spécialisées,. Ces décrets (voir respectivement l'annexe 1, article 7 et article 3) indiquent aussi que : 
- les municipalités spécialisées doivent fournir à la province d'Alberta toute information nécessaire pour administrer ou pour déterminer le montant des subventions qui auraient été versées si les secteurs de services urbains avaient été incorporés en cités, et
- pour l'application des textes de lois concernant les routes, les ponceaux, les fossés, les égouts et les autoroutes, les secteurs de services urbains sont considérés comme des cités.

Les secteurs de services urbains répondent aux critères d'éligibilité de la MGA pour être incorporés en tant que cités. En tant que tel, ils sont les plus grands hameaux de l'Alberta.
Il existe actuellement deux secteurs de services urbains en Alberta :
- Fort McMurray, dans la juridiction de la municipalité régionale de Wood Buffalo, qui était autrefois une cité avant sa fusion avec le district d'amélioration no 143 le 1er avril 1995. Il a été désigné une zone de service urbain au moment de la fusion[10].
- Sherwood Park, a toujours été une communauté non constituée sous la juridiction du comté de Strathcona. Il est devenu un secteur de services urbains quand le comté de Strathcona a changé son statut de district municipal en municipalité spécialisée le 1er janvier 1999[11].

### Hameau
D'après l'article 59 de la Municipal Government Act (MGA), un hameau est une communauté non incorporée qui :
- se compose de cinq logements ou plus (dont une majorité sont sur des terrains qui sont plus petits que 1 850 m2) ;
- a une limite et un nom et
- contient des parcelles de terres utilisées à des fins non résidentielles[4],[12].

L'article 59 de la Municipal Government Act (MGA) permet aux municipalités spécialisées et aux districts municipaux de désigner un hameau, tandis que l'article 590 de la MGA permet au ministre des Affaires municipales Alberta de désigner un hameau dans un district d'amélioration. Le ministre peut également désigner un hameau dans une zone spéciale en vertu de l'article 10 de la Loi sur les zones spéciales.
Un hameau peut être incorporé en village si sa population atteint 300 habitants. Toutefois, cela n'est jamais arrivé en Alberta en 30 ans puisque les derniers à l'avoir été sont Barnwell et Wabamun le 1er janvier 1980. Depuis lors, il a été plus fréquent pour les municipalités urbaines de dissoudre leur statut pour passer à celui de hameau, sous la juridiction d'une municipalité spécialisée ou rurale proche. En conséquence, le nombre de hameaux en Alberta n'a cessé de croître au fil des ans.
Il existe actuellement 390 hameaux en Alberta, dont deux, Fort McMurray dans la municipalité régionale de Wood Buffalo et Sherwood Park dans le comté de Strathcona, ont été désignés secteurs de services urbains par Affaires municipales.

### Lotissement urbain
Un lotissement urbain est un type de communauté non constituée qui n'est pas définie officiellement sous le Municipal Government Act (MGA), mais qui est considérée en général comment une zone urbaine indépendante à l’intérieur d'une réserve indienne qui est comparable en population, en superficie, et en forme du bâti aux villes constituées d'Alberta. Essentiellement, un lotissement urbain remplirait tous les critères d'éligibilité du MGA pour se constituer en ville s'il n'était pas situé sur les terres d'une réserve indienne, qui se trouvent sous juridiction fédérale.
Redwood Meadows (en) est pour l’instant le seul lotissement urbain d'Alberta, lequel se trouve à l'intérieur de la nation Tsuu T'ina.

## Établissements métis
Les établissements métis sont des zones rurales peuplées par des membres de la Nation métisse de l'Alberta qui a été établie en 1936 par le Métis Population Betterment Act. Les colonies fournissent une terre autonome, permettent un meilleur accès à l'éducation, la santé et autres services sociaux, et offrent des possibilités de développement économique pour la nation métisse de l'Alberta. Les établissements métis fonctionnent maintenant sous l'autorité de la Loi sur les établissements métis.
L'Alberta compte actuellement huit établissements métis, qui sont tous situés dans la moitié nord de la province : Buffalo Lake, East Prairie, Elizabeth (en), Fishing Lake, Gift Lake (en), Kikino (en), Paddle Prairie et Peavine.

## Réserves indiennes
Les réserves indiennes de l'Alberta couvrent une superficie totale de 1 622 630 hectares (6 566,6 km2), et dont la taille varie de 1 089 hectares (4,41 km2) à 354 667 hectares (1 435,29 km2). En vertu des Actes de l'Amérique du Nord britannique, l'autorité législative sur les réserves indiennes est placée exclusivement sous le parlement national, en particulier le ministère des Affaires autochtones et Développement du Nord Canada. L'administration locale est gérée par les gouvernements autochtones locaux.